# فيروزي أزرق
الفيروزي الأزرق (بالإنجليزية: Turquoise Blue)‏ هو أحد تدرجات اللون الأزرق السماوي.